# Природно-заповідний фонд Борщівського району
Станом на 1 січня 2017 року на території Борщівського району є 92 території та об'єкти природно-заповідного фонду загальною площею 213342,75 га:
- 1 національний природний парк площею 1816,8 га,
- 1 регіональний ландшафтний парк місцевого значення загальною площею 13909,0 га,
- 3 заказники загальнодержавного значення загальною площею 1066,8 га:
  - 1 ландшафтний заказник площею 186,8 га,
  - 1 лісовий заказник площею 185,0 га,
  - 1 ботанічний заказник площею 695,0 га,
- 7 пам'яток природи загальнодержавного значення загальною площею 25,0 га:
  - 2 ботанічні пам'ятки природи загальною площею 25,0 га,
  - 5 геологічних пам'яток природи геоморфологічного профілю,
- 7 заказників місцевого значення загальною площею 4290,2 га:
  - 6 ботанічних заказників загальною площею 106,2 га,
  - 1 загальнозоологічний заказник загальною площею 4184,0 га,
- 70 пам'яток природи місцевого значення загальною площею 141,95 га:
  - 1 комплексна пам'ятка природи загальною площею 9,0 га,
  - 17 геологічних пам'яток природи загальною площею 10,93 га,
  - 5 гідрологічних пам'яток природи загальною площею 5,04 га,
  - 46 ботанічних пам'яток природи загальною площею 106,48 га,
  - 1 зоологічна пам'ятка природи загальною площею 10,50 га,
- 1 дендрологічний парк загальнодержавного значення площею 56,0 га,
- 2 парки-пам'ятки садово-паркового мистецтва загальнодержавного значення площею 37,0 га.

Входить до складу територій ПЗФ інших категорій 38 об'єктів ПЗФ загальною площею 1690,93 га.
Фактично в Борщівському районі 92 території та об'єкти природно-заповідного фонду загальною площею 19651,82 га, що становить 19,54 % території району.

## Природні парки
| Національний природний парк |  |  |  |  |  |  |                               |                               |                               |                               |                               |                               |                               |
| 1.                          |  |  |  |  |  |  | Регіональний ландшафтний парк | Регіональний ландшафтний парк | Регіональний ландшафтний парк | Регіональний ландшафтний парк | Регіональний ландшафтний парк | Регіональний ландшафтний парк | Регіональний ландшафтний парк |
| 1.                          |  |  |  |  |  |  |                               |                               |                               |                               |                               |                               |                               |

## Заказники
| №                                               | Назва території або об'єкта | Площа, га | Рішення про створення (зміну) | Розташування | Керуюча організація | Світлина, альбом |
| ----------------------------------------------- | --------------------------- | --------- | ----------------------------- | ------------ | ------------------- | ---------------- |
| Ботанічні заказники загальнодержавного значення |                             |           |                               |              |                     |                  |
| 1.                                              |                             |           |                               |              |                     |                  |
| Ботанічні заказники місцевого значення          |                             |           |                               |              |                     |                  |
| 1.                                              |                             |           |                               |              |                     |                  |

## Пам'ятки природи
| №                                                | Назва території або об'єкта | Площа, га | Рішення про створення (зміну) | Розташування | Керуюча організація | Світлина, альбом |
| ------------------------------------------------ | --------------------------- | --------- | ----------------------------- | ------------ | ------------------- | ---------------- |
| Геологічні пам'ятки природи місцевого значення   |                             |           |                               |              |                     |                  |
| 1.                                               |                             |           |                               |              |                     |                  |
| Гідрологічні пам'ятки природи місцевого значення |                             |           |                               |              |                     |                  |
| 1.                                               |                             |           |                               |              |                     |                  |
| Ботанічні пам'ятки природи місцевого значення    |                             |           |                               |              |                     |                  |
| 1.                                               |                             |           |                               |              |                     |                  |

## Парки-пам'ятки садово-паркового мистецтва
| №  | Назва території або об'єкта | Площа, га | Рішення про створення (зміну) | Розташування | Керуюча організація | Світлина, альбом |
| -- | --------------------------- | --------- | ----------------------------- | ------------ | ------------------- | ---------------- |
| 1. |                             |           |                               |              |                     |                  |

| №   | Назва території або об'єкта                                               | Площа, га | Рішення про створення (зміну) | Розташування | Керуюча організація                                                                                    | Світлина, альбом |
| --- | ------------------------------------------------------------------------- | --------- | --- | --- | --- | ---------------- |
| 2   | Дністровський каньйон                                                     | 10829.18  | Борщівський, Бучацький, Заліщицький, Монастириський райони, кв.кв. 5-13, 16-24, 49, 50, 55-67, 69, 74, 86-88 Дорогичівського лісництва, кв.кв. 33, 50-52, 54-66, 69-80 Язловецького лісництва, кв.кв. 21, 23-30, 71, 80-83 Золотопотіцького лісництва, кв.кв. 83-86 Коропецького лісництва ДП «Бучацьке лісове господарство», кв.кв. 56-62 Наддністрянського лісництва, кв. 16 вид. 1 Гермаківського лісництва, кв.кв. 52-54, 58-61, 80-83, 90-93 Скала-Подільського лісництва, кв.кв. 11, 31-35, 21, 27, 37, 42, 45-48, 38-42, 64, 74-85 Заліщицького лісництва, кв. 2 вид. 7 Шупарського лісництва ДП «Чортківське лісове господарство» | Міністерство екології та природних ресурсів України, Державне підприємство «Бучацьке лісове господарство» — 4640,14 га, Державне підприємство «Чортківське лісове господарство» — 2334,7, ВАТ «Тернопільобленерго» — 250,35 га, Дністровська ГЕС-1 ПАТ «Укргідроенерго» — 73,4 га, Тернопільський національний економічний університет — 4,5 га, Чортківський державний коледж — 6,2 га, Більче-Золотецька сільська рада — 11,0 га, Служба автомобільних доріг у Тернопільській області — 2,7 га, Дочірнє підприємство — оздоровчий комплекс «Лісовий» ЗАТ по туризму та екскурсіям «Тернопільтурист», ПП Юрків В. М. — 1,71, Бучацький міжгосподарський дитячий заклад «Лісовий дзвіночок» — 4,0 га, ПП «Кромвель» — 5,48 га, відокремлений підрозділ національного університету біоресурсів і природокористування України Заліщицький аграрний коледж ім. Є. Храпливого — 245,7 га, Бучацька районна державна адміністрація — 733,3 га, Борщівська районна державна адміністрація — 702,8 га, Заліщицька районна державна адміністрація — 1416,67 га, Монастириська районна державна адміністрація — 388,0 га | Указ Президента України від 03.02.2010 р. № 96/2010                                                    |                  |
| 1   | Регіональний ландшафтний парк «Дністровський каньйон»                     | 42084.0   | Борщівський, Заліщицький, Бучацький і Монастириський райони, пн. межа проходить вздовж автошляху між селами Діброва, Коропець, Берем'яни, Свершківці, Хмелева, Дорогичівка, Шутроминці, Нирків, Нагіряни, Торське, Глушка, Бедриківці, Городок, Синьків, Колодрібка, Устя, Мельниця-Подільська, Дзвиняч, Урожайне, Вигода, Окопи, пд. межа — по р. Дністер | Монастириський район — 3418,06 га Коропецька селищна, Гориглядівська, Вістрянська, Вербківська сільські ради, Бучацький район — 4384,99 га Стінківська, Порохівська, Космиринська, Сновидівська, Возилівська, Миколаївська, Костільницька, Скоморохська, Русилівська, Ліщинецька, Дулібська, Жниборідська, Берем'янська, Язловецька сільські ради; Заліщицький район — 11984,47 га Колодрібська, Синьківська, Зозулинецька, Кулаківська, Городоцька, Бедриківська, Касперівська, Добрівлянська, Зеленогіївська, Зозулинька, Устечківська, Іване-Золотецька, Торська, Нирківська, Дорогичівська, Литяцька, Шутроминська, Хмелівська сільські, Заліщицька міська ради, Борщівський район — 12435,2 га Бабинецька, Пилипчанська, Горошівська, Іване-Пустенська, Худиківська, Вільхівецька, Дністровська, Урожайнівська, Вигодська сільські, Мельнице-Подільська селищна ради | Рішення ВК ТОР від 30.08.1990 р. № 191 та від 29.11. 1990 р. № 273                                     |                  |
| 1   | Касперівський                                                             | 818.0     | Борщівський район, с. Більче-Золоте, Заліщицький район села: Касперівці, Винятинці, Новосілка, Мишків, Блищанка, кв. 21 вид. 1, 8, 11, 13, 13.1; кв. 27, кв. 31, кв. 32 вид. 1-4, кв. 33 вид. 1-4, 8, кв. 34; кв. 35 вид. 4, 6, 6.1, 6.2, 11, 11.1, 12, кв. 37 вид. 1, 4, 5; кв. 42; кв. 45 вид. 4-6, 8; кв. 47 вид. 1-3, кв. 48 вид. 1-2, 10-13, кв. 84, 85 Заліщицького лісництва та кв. 11, 64 вид. 1, 38, 40, 41-46 Наддністрянського лісництва Державного підприємства «Чортківське лісове господарство» лісове урочище «Діброва», долина р. Серет з мальовничим водосховищем та прилеглими схилами                                  | ДП «Чортківське лісове господарство» — 422,0 га, Касперівська сільська рада — 44,0 га, Винятинська — 46,8 га, ВАТ «Тернопільобленерго» — 257,7 га, Товариство з обмеженою відповідальністю «Росинка» — 2,5 га, Винятинська сільська рада — 45,0 га. | Постанова Ради Міністрів УРСР від 19.04.1977 р. № 198                                                  |                  |
| 1   | Дача Галілея                                                              | 1856.0    | Чортківський район, села: Улашківці, Росохач, Сосулівка, Милівці, Залісся, Заболотівка, Борщівський район, с. Озеряни, Улашківське лісництво, кв. 29-74, лісове урочище «Дача Галілея» | ДП «Чортківське лісове господарство» | Постанова Ради Міністрів УРСР від 28.10.1974 р. № 500                                                  |                  |
| 1   | Дача Галілея                                                              | 1856.0    | Чортківський район, села: Улашківці, Росохач, Сосулівка, Милівці, Залісся, Заболотівка, Борщівський район, с. Озеряни, Улашківське лісництво, кв. 29-74, лісове урочище «Дача Галілея» | ДП «Чортківське лісове господарство» | Постанова Ради Міністрів УРСР від 28.10.1974 р. № 500                                                  |                  |
| 1   | Урочище «Трубчин»                                                         | 5.0       | Борщівський район, с. Трубчин, лівий берег р. Дністер, 400 м нижче села | Вигодська сільська рада | Розпорядження Ради Міністрів УРСР від 14.10.1975 р. № 780-р                                            |                  |
| 3   | Урочище «Подільська бучина в Іванкові»                                    | 20.0      | Борщівський район, с. Іванків, Скала-Подільське лісництво, кв. 93 вид. 6, кв. 94 вид. 8, 9, кв. 97 вид. 6, кв. 98 вид. 1, лісове урочище "Дача «Скала-Подільська» | ДП «Чортківське лісове господарство» | Розпорядження Ради Міністрів УРСР від 14.10.1975 р. № 780-р                                            |                  |
| 1   | Печера «Оптимістична»                                                     |           | Борщівський район, с. Королівка, Шупарське лісництво, кв. 2 вид. 7, лісове урочище «Королівка» | Львівська міська громадська організація — спелеоклубу «Циклоп» | Розпоряддження Ради Міністрів України від 02.08.1971 р. № 611-р                                        |                  |
| 2   | Печера «Голубі озера»                                                     |           | Борщівський район, с. Стрілківці, серед полів | Тернопільська міська громадська організація "клуб спелеологів «Поділля» | Розпорядження Ради Міністрів УРСР від 02.08.1971 р. № 611-р                                            |                  |
| 3   | Печера «Кришталева»                                                       |           | Борщівський район, с. Кривче, лівий схил долини р. Циганка | Тернопільський обласний комунальний центр туризму, краєзнавства, спорту та екскурсій учнівської молоді управління освіти | Розпорядження Ради Міністрів УРСР від 07.08.1963 р. № 1180-р                                           |                  |
| 4   | Печера «Вертеба»                                                          |           | Борщівський район, с. Більче-Золоте, у 2-х км на пн.-зх. від села | Борщівський обласний комунальний краєзнавчий музей | Розпорядження Ради Міністрів УРСР від 02.08.1971 р. № 611-р                                            |                  |
| 5   | Печера «Ювілейна»                                                         |           | Борщівський район, с. Сапогів, серед полів | Сапогівська сільська рада | Розпорядження Ради Міністрів УРСР від 02.08.1971 р. № 611-р                                            |                  |
| 1   | Гермаківський                                                             | 56.0      | Борщівський район, с. Гермаківка, Гермаківське лісництво, кв. 15 вид. 17, лісове урочище «Дача Романського» | ДП «Чортківське лісове господарство» | Постанова Ради Міністрів УРСР від 22.07.1983 р. № 311                                                  |                  |
| 2   | Скала-Подільський парк                                                    | 26.0      | Борщівський район, смт Скала-Подільська, територія оздоровчого комплексу «Збруч» | Оздоровчий комплекс «Збруч», філія Тернопільського обласного закритого акціонерного товариства з туризму та екскурсій «Тернопільтурист», Скала-Подільська міська комунальна поліклініка — 1,2973 га | Постанова Ради Міністрів УРСР від 29.01.1960 р. № 105                                                  |                  |
| 3   | Більче-Золотецький парк                                                   | 11.0      | Борщівський район, с. Більче-Золоте | Більче-Золотецька сільська рада | Постанова Ради Міністрів УРСР від 29.01.1960 р. № 105                                                  |                  |
| 3   | Королівський                                                              | 11.7      | Борщівський район, с. Сков'ятин, Шупарське лісництво, кв. 6 вид. 3, 5, 6, лісове урочище «Королівка» | ДП «Чортківське лісове господарство» | Рішення ВК ТОР від 19.11.1984 р. № 320                                                                 |                  |
| 9   | Урочище «Романського»                                                     | 12.4      | Борщівський район, с. Гермаківка, Гермаківське лісництво, кв. 9 вид. 11-14, кв. 14 вид. 21, 23, лісове урочище «Дача Романського» | ДП «Чортківське лісове господарство» | Рішення ВК ТОР від 22.07.1977 р. № 360                                                                 |                  |
| 10  | Сапогівський                                                              | 28.0      | Борщівський район, с. Сапогів, Борщівське лісництво, кв. 64 вид. 3-5, кв. 65 вид. 2-4, лісове урочище «Турильче» | ДП «Чортківське лісове господарство» | Рішення ВК ТОР від 22.07.1977 р. № 360                                                                 |                  |
| 13  | Вовковецький                                                              | 30.8      | Борщівський район, с. Вовківці, Борщівське лісництво, кв. 57 вид. 1, 5, лісове урочище «Турильче» | ДП «Чортківське лісове господарство» | Рішення ВК ТОР від 19.11.1984 р. № 320                                                                 |                  |
| 14  | Пищатинський                                                              | 18.3      | Борщівський район, с. Вовчківці, Борщівське лісництво, кв. 31 вид. 1, 2, 4, 5, лісове урочище «Пищатинці» | ДП «Чортківське лісове господарство» | Рішення ТОР від 18.03.1994 р.                                                                          |                  |
| 40  | Урочище «Кривиця»                                                         | 5.0       | Борщівський район, с. Королівка, Борщівське лісництво, кв. 69, вид. 16, лісове урочище «Королівська стінка» | ДП «Чортківське лісове господарство» | Рішення ТОР від 18.03.1994 р.                                                                          |                  |
| 4   | Озерянський                                                               | 4184.0    | Борщівський район, села Озеряни і Пилатківці, Улашківське лісництво, кв. 75-84, Шманьківчицьке лісництво, кв. 8, лісові урочища «Галілея Голубицька», «Констанція», «Липник», прилеглі до лісових урочищ угіддя | ДП «Чортківське лісове господарство» | Рішення ВК ТОР від 30.06.1986 р. № 198                                                                 |                  |
| 5   | Печера «Збручанська»                                                      | 0.1       | Борщівський район, с. Збручанське | Збручанська сільська рада | Рішення ВК ТОР від 20.12.1968 р. № 870                                                                 |                  |
| 6   | Печера «На Хомах»                                                         | 0.1       | Борщівський район, с. Кривче, х. Хоми, лівий схил долини р. Циганка | Кривченська сільська рада | Рішення ВК ТОР від 20.12.1968 р. № 870                                                                 |                  |
| 7   | Печера «Язичеська»                                                        | 0.5       | Борщівський район, с. Міжгір'я (Монастирок), високий правий берег р. Серет | Більче-Золотецька сільська рада | Рішення ВК ТОР від 20.12.1968 р. № 870                                                                 |                  |
| 8   | Печера «Двох озер»                                                        | 0.1       | Борщівський район, с. Кривче, Гермаківське лісництво, кв. 18 вид. 12, лісове урочище «Муравинець», на дні глибокої балки | ДП «Чортківське лісове господарство» | Рішення ВК ТОР від 13.12.1971 р. № 645                                                                 |                  |
| 9   | Печера «Славка»                                                           | 0.8       | Борщівський район, с. Кривче, Гермаківське лісництво, кв. 16 вид. 1, лісове урочище «Муравинець» | ДП «Чортківське лісове господарство» | Рішення ТОР від 25.04.1996 р. № 90                                                                     |                  |
| 18  | Силурійські відклади в Окопах                                             | 1.00      | Борщівський район, с. Окопи, лівий берег р. Дністр, Кудринецьке лісництво, кв. 88 вид. 2, 3, лісове урочище «Наддністрянська стінка» | ДП «Чортківське лісове господарство» | Рішення ВК ТОР від 14.03.1977 р. № 131                                                                 |                  |
| 19  | Дзвенигородське відслонення силуру                                        | 0.2       | Борщівський район, с. Дзвенигород, лівий схил р. Дністрер, у старому кар'єрі | Урожайнівська сільська рада | Рішення ВК ТОР від 19.11.1984 р. № 320                                                                 |                  |
| 20  | Силурійсько-девонські відклади в Дністровому                              | 1.0       | Борщівський район, с. Дністрове, пд.сх. околиця, Мельнице-Подільське лісництво, кв. 80 вид. 20, лісове урочище «Дзвінків», лівий схил балки, що відкривається у долину р. Дністер | ДП «Чортківське лісове господарство» | Рішення ВК ТОР від 13.12.1971 р. № 645                                                                 |                  |
| 21  | Відслонення силуру в Скалі-Подільській                                    | 0.1       | Борщівський район, смт Скала-Подільська, правий берег р. Збруч, біля фортеці | Скала-Подільська селищна рада | Рішення ТОР від 25.04.1996 р. № 90                                                                     |                  |
| 23  | Девонські відклади                                                        | 1.0       | Борщівський район, с. Кривче, лівий схил долини р. Циганка, між печерами «Кришталева» і «На Хомах» | Кривчанська сільська рада | Рішення ВК ТОР від 13.12.1971 р. № 645                                                                 |                  |
| 30  | Відслонення крейдової системи в с. Пилипче                                | 1.0       | Борщівський район, с. Пилипче, правий схил р. Нічлава | Пилипчанська сільська рада | Рішення ВК ТОР від 27.12.1976 р. N637                                                                  |                  |
| 31  | Альбські відклади в Більче-Золотому                                       | 0.0       | Борщівський район, с. Більче-Золоте, біля джерела | Більче-Золотецька сільська рада | Рішення ВК ТОР від 27.12.1976 р. N637                                                                  |                  |
| 41  | Відслонення силуру в Трубчині                                             | 1.0       | Борщівський район, с. Трубчин, лівий берег р. Дністер, 400 м нижче від села по течії ріки | Вигодська сільська рада | Рішення ВК ТОР від 14.03.1977 р. № 131                                                                 |                  |
| 42  | Силурійські відклади в Кудринцях                                          | 1.5       | Борщівський район, с. Кудринці, лівий берег р. Збруча | Кудринецька сільська рада | Рішення ВК ТОР від 14.03.1977 р. № 131                                                                 |                  |
| 53  | Худиківські відслонення нижньокрейдових відкладів                         | 2.0       | Борщівський район, с. Худиківці, Мельнице-Подільське лісництво, кв. 53 вид.22, лівий берег р. Дністер, лісове урочище «Худиківська стінка» | ДП «Чортківське лісове господарство» | Рішення ВК ТОР від 20.12.1968 р. № 870                                                                 |                  |
| 71  | Бабинецький менгір                                                        | 0.05      | Борщівський район, с. Бабинці, північна околиця, лівий схил долини р. Нічлава | Бабинецька сільська рада | Рішення ВК ТОР від 27.12.1976 р. № 537                                                                 |                  |
| 76  | Кривченська травертинова скеля                                            | 0.5       | Борщівський район, с. Кривче, правий схил долини р. Циганка, урочище «Заболотівка» | Кривченська сільська рада | Рішення ТОР від 14.07.2011 р. № 1217                                                                   |                  |
| 36  | Королівське джерело                                                       | 0.01      | Борщівський район, с. Королівка, долина поряд з автошляхом Заліщики-Борщів | Королівська сільська рада | Рішення ВК ТОР від 17.11.1969 р. № 747                                                                 |                  |
| 37  | Пилатківське джерело                                                      | 0.01      | Борщівський район, с. Пилатківці | Пилатківська сільська рада | Рішення ВК ТОР від 17.11.1969 р. № 747                                                                 |                  |
| 38  | Ниврянське джерело                                                        | 0.01      | Борщівський район, с. Нивра | Ниврянська сільська рада | Рішення ВК ТОР від 17.11.1969 р. № 747                                                                 |                  |
| 39  | Вигодське джерело                                                         | 0.01      | Борщівський район, с. Вигода, північна околиця, глибока балка, що відкривається у р. Збруч | Вигодська сільська рада | Рішення ВК ТОР від 17.11.1969 р. № 747                                                                 |                  |
| 59  | Борухівські озерця                                                        | 5.0       | Борщівський район, с. Озеряни, х. Борухи, з правої сторони біля автошляху «Тернопіль-Борщів» | Озерянська сільська рада | Рішення ВК ТОР від 26.12.1976 р. № 637                                                                 |                  |
| 1   | Скала-Подільська діброва                                                  | 12.9      | Борщівський район, с. Цигани, Скала-Подільське лісництво, кв. 74 вид. 6,10, лісове урочище «Дача Скала-Подільська» | ДП «Чортківське лісове господарство» | Рішення ВК ТОР від 05.11.1981 р. № 589                                                                 |                  |
| 18  | Куртина дуба червоного                                                    | 0.2       | Борщівський район, с. Цигани, Скала-Подільське лісництво, кв. 74 вид. 1, лісове урочище «Дача „Скала-Подільська“ | ДП „Чортківське лісове господарство“ | Рішення ВК ТОР від 14.10.1967 р. № 734                                                                 |                  |
| 40  | Шупарська бучина № 1                                                      | 8.0       | Борщівський район, с. Шупарка, Шупарське лісництво, кв. 22 вид. 2, лісове урочище „Дача“ Шупарка» | ДП «Чортківське лісове господарство» | Рішення ВК ТОР від 05.11.1981 р. № 589                                                                 |                  |
| 41  | Шупарська бучина № 2                                                      | 19.0      | Борщівський район, с. Шупарка, Шупарське лісництво, кв. 18 вид. 11, лісове урочище «Дача» Шупарка" | ДП «Чортківське лісове господарство» | Рішення ВК ТОР від 14.03.1977 р. № 131, із змінами, затвердженими рішенням ТОР від 21.08.2000 р. № 187 |                  |
| 42  | Гермаківська бучина                                                       | 1.1       | Борщівський район, с. Гермаківка, Гермаківське лісництво, кв. 2 вид. 2, лісове урочище «Дача Романського» | ДП «Чортківське лісове господарство» | Рішення ВК ТОР від 05.11.1981 р. № 589                                                                 |                  |
| 43  | Мушкатівська бучина                                                       | 7.3       | Борщівський район, с. Мушкатівка, Борщівське лісництво, кв. 7 вид. 3, лісове урочище «Мушкатівка» | ДП «Чортківське лісове господарство» | Рішення ВК ТОР від 05.11.1981 р. № 589                                                                 |                  |
| 45  | Еталон модриново-ясеневого насадження з домішками сосни і дуба звичайного | 3.7       | Борщівський район, с. Озеряни, Улашківське лісництво, кв. 70 вид. 1, лісове урочище «Дача Галілея» | ДП «Чортківське лісове господарство» | Рішення ТОР від 18.03.1994 р.                                                                          |                  |
| 51  | Горіх чорний (ділянка № 1)                                                | 2.1       | Борщівський район, с. Дзвинячка, Мельнице-Подільське лісництво, кв. 67 вид. 3, лісове урочище "Дача «Гай» | ДП «Чортківське лісове господарство» | Рішення ВК ТОР від 14.03.1977 р. № 131                                                                 |                  |
| 52  | Горіх чорний (ділянка № 2)                                                | 0.9       | Борщівський район, с. Дзвинячка, Мельнице-Подільське лісництво, кв. 65 вид. 4, лісове урочище "Дача «Гай» | ДП «Чортківське лісове господарство» | Рішення ТОР від 18.03.1994 р.                                                                          |                  |
| 53  | Горіх чорний (ділянка № 3)                                                | 1.5       | Борщівський район, с. Дзвинячка, Мельнице-Подільське лісництво, кв. 80 вид. 30, лісове урочище "Дача « Ярки» | ДП «Чортківське лісове господарство» | Рішення ТОР від 18.03.1994 р.                                                                          |                  |
| 54  | «Горіх чорний (ділянка № 4)»                                              | 2.5       | Борщівський район, с. Трубчин, Мельнице-Подільське лісництво, кв. 83 вид. 7, лісове урочище «Ріжки» | ДП «Чортківське лісове господарство» | Рішення ТОР від 18.03.1994 р.                                                                          |                  |
| 55  | Горіх чорний (ділянка № 5)                                                | 0.2       | Борщівський район, с Констанція, Улашківське лісництво, кв. 81 вид. 4, лісове урочище «Галілея Голубецька» | ДП «Чортківське лісове господарство» | Рішення ВК ТОР від 26.12.1970 р. № 829                                                                 |                  |
| 67  | Гермаківські липи                                                         | 0.1       | Борщівський район, с. Гермаківка Гермаківське лісництво, кв. 11 вид. 5, лісове урочище «Дача Романського» | ДП «Чортківське лісове господарство» | Рішення ВК ТОР від 23.10.1972 р. № 537                                                                 |                  |
| 84  | Дуб звичайний (1 дерево) № 7                                              | 0.01      | Борщівський район, с. Цигани, Скала-Подільське лісництво, кв. 74 вид. 6, лісове урочище "Дача «Скала-Подільська» | ДП «Чортківське лісове господарство» | Рішення ТОР від 18.03.1994 р.                                                                          |                  |
| 85  | Дуб звичайний (1 дерево) № 8                                              | 0.01      | Борщівський район, с. Цигани, Скала-Подільське лісництво, кв. 74 вид. 10, лісове урочище "Дача «Скала-Подільська» | ДП «Чортківське лісове господарство» | Рішення ТОР від 18.03.1994 р.                                                                          |                  |
| 93  | Модрина європейська (6 дерев)                                             | 0.06      | Борщівський район, с. Озеряни, Улашківське лісництво кв. 70 вид. 1, лісове урочище «Дача Галілея» | ДП «Чортківське лісове господарство» | Рішення ТОР від 18.03.1994 р.                                                                          |                  |
| 98  | Дуб «Констанційський»                                                     | 0.02      | Борщівський район, с. Констанція, Улашківське лісництво, кв. 82 вид. 2, лісове урочище "Дача «Констанція» | ДП «Чортківське лісове господарство» | Рішення ВК ТОР від 21.12.1974 р. № 554                                                                 |                  |
| 107 | Дуб «Діброви»                                                             | 0.03      | Борщівський район, с. Міжгіря, Заліщицьке лісництво, кв. 38 вид. 1, лісове урочище «Діброва» | ДП «Чортківське лісове господарство» | Рішення ВК ТОР від 21.12.1974 р. № 554                                                                 |                  |
| 109 | Дуб «Скала-Подільський»                                                   | 0.02      | Борщівський район, смт Скала-Подільська, Скала-Подільське лісництво, кв. 70 вид. 4, лісове урочище "Дача «Скала- Подільська» | ДП «Чортківське лісове господарство» | Рішення ВК ТОР від 13.12.1971 р. № 645                                                                 |                  |
| 116 | Дуб «Вигодський»                                                          | 0.02      | Борщівський район, с. Вигода, Гермаківське лісництво, кв. 86 вид. 4, лісове урочище «Окопська стінка» | ДП «Чортківське лісове господарство» | Рішення ВК ТОР від 14.03.1977 р. № 131                                                                 |                  |
| 117 | Дзвенигородські дуби                                                      | 0.03      | Борщівський район, с. Дзенигород, біля школи | Урожайнівська сільська рада | Рішення ВК ТОР від 21.12.1974 р. № 554                                                                 |                  |
| 118 | Вікові дуби                                                               | 0.08      | Борщівський район, кв.кв. 1,7 Кам'янець-Подільського лісництва Чернівецького військового лісгоспу, поблизу смт Скала-Подільська | Чернівецький військовий лісгосп Івано-Франківського лісопромислового комбінату | Рішення ВК ТОР від 30.08.1990 р. № 189                                                                 |                  |
| 119 | Дуб «Розсохський»                                                         | 0.02      | Борщівський район, с. Пилипче, Гермаківське лісництво, кв. 27 вид. 2, лісове урочище «Розсоха-I» | ДП «Чортківське лісове господарство» | Рішення ВК ТОР від 30.08.1990 р. № 189                                                                 |                  |
| 123 | Дуби-брати тристовбурні                                                   | 0.06      | Борщівський район, смт Мельниця -Подільська, Мельнице-Подільське лісництво, кв. 57 вид. 5, лісове урочище "Дача « Діброва» | ДП «Чортківське лісове господарство» | Рішення ВК ТОР від 14.03.1977 р. № 131                                                                 |                  |
| 141 | Бук-одинак                                                                | 0.02      | Борщівський район, с. Вовківці, Вовківське лісництво, кв. 50 вид. 2, лісове урочище «Сапогів» | ДП «Чортківське лісове господарство» | Рішення ВК ТОР від 13.12.1971 р. № 645                                                                 |                  |
| 146 | Сапогівські буки                                                          | 2.8       | Борщівський район, с. Сапогів, Вовківське лісництво, кв. 65 вид. 24, лісове урочище «Сапогів» | ДП «Чортківське лісове господарство» | Рішення ВК ТОР від 13.12.1971 р. № 645                                                                 |                  |
| 159 | Дубівська липа                                                            | 0.02      | Борщівський район, с. Дубівка | Бурдяківська сільська рада | Рішення ВК ТОР від 26.12.1983 р. № 496                                                                 |                  |
| 161 | Іванківські липи                                                          | 0.2       | Борщівський район, с. Іванків, на околиці села | Служба автомобільних доріг у Тернопільськії області | Рішення ТОР від 18.03.1994 р.                                                                          |                  |
| 172 | Більче-Золотецькі тополі                                                  | 0.03      | Борщівський район, с. Більче-Золоте, західна околиця, біля автошляху | Більче-Золотецька сільська рада | Рішення ТОР від 21.08.2000 р. № 187                                                                    |                  |
| 180 | Скала-Подільський ясен                                                    | 0.02      | Борщівський район, смт Скала-Подільська, Скала-Подільське лісництво, кв. 55 вид. 3, лісове урочище «Дача „Скала-Подільська“ | ДП „Чортківське лісове господарство“ | Рішення ВК ТОР від 21.12.1974 р. № 554                                                                 |                  |
| 181 | Ясен Генріха Борковського                                                 | 0.04      | Борщівський район, смт Мельниця-Подільська, селищний парк | Мельнице-Подільська селищна рада | Рішення ТОР від 14.04.2011 р. № 1149                                                                   |                  |
| 203 | Карія біла                                                                | 0.02      | Борщівський район, с. Констанція, Улашківське лісництво, кв. 80 вид. 3, лісове урочище „Галілея Голубицька“ | ДП „Чортківське лісове господарство“ | Рішення ВК ТОР від 28.12.1970 р. № 829                                                                 |                  |
| 212 | Горіх чорний                                                              | 0.05      | Борщівський район, с. Гермаківка, Гермаківське лісництво, кв. 15 вид. 13, лісове урочище „Дача“ Романського» | ДП «Чортківське лісове господарство» | Рішення ВК ТОР від 28.12.1970 р. № 829                                                                 |                  |
| 213 | Горіх чорний                                                              | 0.02      | Борщівський район, с. Більче-Золоте, біля музичної школи | Більче-Золотецька музична школа | Рішення ВК ТОР від 28.12.1970 р. № 829                                                                 |                  |
| 218 | Шупарський феномен                                                        | 0.5       | Борщівський район, с. Шупарка, Шупарське лісництво, кв. 15 вид. 11, лісове урочище «Шупарка» | ДП «Чортківське лісове господарство» | Рішення ВК ТОР від 21.12.1974 р. № 554                                                                 |                  |
| 222 | Олексинська ділянка                                                       | 1.0       | Борщівський район, с. Олексинці, Більче-Золотецьке лісництво, кв. 6 вид. 6, лісове урочище «Мушкарівка», лівий схил долини р. Серет | ДП «Чортківське лісове господарство» | Рішення ВК ТОР від 26.12.1976 р. № 637                                                                 |                  |
| 223 | Кривченська степова ділянка                                               | 8.6       | Борщівський район, околиця с. Кривче, лівий схил долини р. Циганки, між печерами «Кришталева» та «На Хомах» | Кривченська сільська рада | Рішення ВК ТОР від 17.11.1969 р. № 747, зі змінами, затвердженими рішенням ТОР від 27.04.2001 р. № 238 |                  |
| 224 | Дзвенигородська степова ділянка № 1                                       | 3.0       | Борщівський район, с. Дзвенигород, Мельнице-Подільське лісництво, кв. 82 вид.11, кв. 83 вид.1, лісове урочище"Рижки" | ДП «Чортківське лісове господарство» | Рішення ВК ТОР від 26.12.1976 р. № 637                                                                 |                  |
| 225 | Дзвенигородська степова ділянка № 2                                       | 2.0       | Борщівський район, с. Дзвенигород, південна околиця, схил південної експозиції долини р. Дністер | Урожайнівська сільська рада | Рішення ТОР від 21.08.2000 р. № 187                                                                    |                  |
| 226 | Мельниці-Подільська стінка                                                | 5.0       | Борщівський район, смт Мельнице-Подільська, Мельнице-Подільське лісництво, кв. 60 вид. 24, 41, лівий схил долини р. Дністер, лісове у р. «Наддністрянська стінка» | ДП «Чортківське лісове господарство» | Рішення ВК ТОР від 23.10.1972 р. № 537                                                                 |                  |
| 227 | Устянська ділянка                                                         | 1.5       | Борщівський район, с. Устя, верхня частина віддаленого схилу долини р. Дністер, між старим кар'єром та яром | ВАТ «Устянське» | Рішення ВК ТОР від 21.12.1974 р. № 554                                                                 |                  |
| 228 | Надустянська ділянка                                                      | 1.5       | Борщівський район, с. Устя, лівий високий схил долини р. Дністер, вище по течії від гирла р. Нічлави | ВАТ «Устянське» | Рішення ВК ТОР від 14.03.1977 р. № 131                                                                 |                  |
| 229 | Більче-Золотецька ділянка № 1                                             | 0.5       | Борщівський район, с. Більче-Золоте, виходи гіпсів на поверхню за кілометр на північний схід від села (серед полів) | Більче-Золотецька сільська рада | Рішення ВК ТОР від 23.12.1976 р. № 637                                                                 |                  |
| 230 | Більче-Золотецька ділянка № 2                                             | 0.5       | Борщівський район, с. Більче-Золоте, виходи гіпсів на поверхню за 1,5 км на північний схід від села (серед полів) | Більче-Золотецька сільська рада | Рішення ВК ТОР від 23.12.1976 р. № 637                                                                 |                  |
| 267 | Циганська ділянка                                                         | 12.5      | Борщівський район, с. Цигани, кв. 72 вид. 11 Скала-Подільське лісництво, лісове урочище «Скала-Подільська» | ДП «Чортківське лісове господарство» | Рішення ТОР від 15.12.2011 № 1291                                                                      |                  |
| 268 | Тулин                                                                     | 6.8       | Борщівський район, с. Ланівці, кв. 101 вид. 15.1, 3.2 Скала-Подільського лісництва, лісове урочище «Тулин» | ДП «Чортківське лісове господарство» | Рішення ТОР від 15.12.2011 № 1291                                                                      |                  |
| 1   | Скала-Подільська колонія чапель                                           | 10.5      | Борщівський район, с. Цигани, Скала-Подільське лісництво, кв. 85 вид. 1,2, лісове урочище "Дача «Скала-Подільська» | ДП «Чортківське лісове господарство» | Рішення ВК ТОР від 13.12.1971 р. № 645                                                                 |                  |